# Де Йонг, Маурис
Маурис де Йонг (нидерл. Maurice de Jong; род. 5 сентября 1973, Парамарибо, Нидерланды), более известный под псевдонимом Mories — голландский композитор и музыкант. Наиболее известен благодаря своим многочисленным музыкальным проектам, таким как Gnaw Their Tongues, Seirom, Aderlating, Cloak of Altering и De Magia Veterum. Свои композиции пишет в основном в стилях эмбиент, блэк-метал, дроун, электронная музыка и авангардная музыка. С помощью своей музыки он создаёт тревожную атмосферу, в которой часто используются дисторшн и диссонансы.

## Биография

### Ранние годы (1988—2002)
Маурис де Йонг начал выступать в 1988 году с группами, большинство из которых находились под влиянием блэк-метала, дэт-метала и дум-метала. В начале 90-х он выступал с Cauteror и Soulwound, которые исполняли продолжительные песни, подчёркивающие депрессивную атмосферу. Эти черты де Йонг позже перенял в своём сольном творчестве. В 1993 году он начал свой собственный сольный проект под названием Astral, вдохновившись греческим блэк-метал-коллективом Necromantia. В группе не было электрогитары, неотъемлемую роль играл бас, что было так же позаимствовано у Necromantia. В 1993—1994 годах было записано несколько демо-кассет.
В 1996 году де Йонг основал сольный проект под названием Ophiuchus и в 1998 году записал альбомы I Am Thou Art They Will и Nihilistic Cosmic Concept. В 2010 году проект был возрождён под названием Cloak of Altering. В 1997 году Маурис начал работать с группой The Nefarious Cult, которая записала одно демо под названием Initiation of the Nefarious Throne.

### De Magia Veterum (с 2003)
Маурис де Йонг создал группу De Magia Veterum в 2003 году. В отличие от другой его музыки, музыка De Magia Veterum, как правило, основана на гитаре и продолжает исследовать авангардную музыку с акцентом на диссонанс. Под этим названием было выпущено пять альбомов: Spikes Through Eyes (2005), The Apocalyptic Seven Headed Beast Arisen (2007), Migdal Bavel (2009), The Divine Antithesis (2011) и The Deification (2012). Также были выпущены четыре EP.

### Gnaw Their Tongues (с 2004)
В 2004 году Маурис де Йонг задумал новый музыкальный проект, под которым он собирался сочинять и записывать музыку, под названием Dimlit Hate Cellar. В 2006 году он сменил название на Gnaw Their Tongues, вдохновившись отрывком из Книги Откровения. Gnaw Their Tongues стал самым плодовитым и признанным критиками проектом Мауриса де Йонга, а альбомы An Epiphanic Vomiting of Blood и L'arrivée de la terne mort triomphante были признаны самыми яркими в его дискографии. Проект изначально был студийным, но весной 2015 года группа начала выступать с концертами.

### Aderlating (с 2008)
В 2008 году Маурис де Йонг вместе с клавишником Эриком Эйспаартом (Mowlawner, Slavernij, Kraaiengebroed) сформировал группу Aderlating. Дуэт был образован после того, как де Йонг получил множество запросов от людей, заинтересованных в приглашении Gnaw Their Tongues на живые выступления. Aderlating играют музыку, основанную на дроуне и нойзе, ограничиваясь электроникой и барабанами в живых выступлениях. В основном они выступают по всей Европе.

### Cloak of Altering (с 2010)
Cloak of Altering служит продолжением проекта Ophiuchus конца 90-х годов. В музыке используются синтезаторы как один из основных инструментов, а электронная музыка играет большую роль в композициях. Под этим названием было выпущено четыре альбома: The Night Comes Illuminated with Death (2011), Ancient Paths Through Timeless Voids (2012), Plague Beasts (2014) и Manifestation (2015).

### Seirom (с 2011)
Сославшись на усталость, вызванную мрачным характером его предыдущих работ, де Йонг основал группу Seirom с намерением выпускать музыку, подчёркивающую любовь и красоту. В качестве движущей силы для написания музыки он назвал свою личную потребность исследовать более позитивную сторону жизни.